# الحفاظ على البيئة في البرازيل
على الرغم من التقدم البارز في الحفاظ على المشاهد الحضرية في البرازيل، ما تزال البلاد تواجه تهديدات خطيرة بسبب تاريخ استخدامها للأراضي. تؤثر غابات الأمازون بشكل كبير على المناخات الإقليمية والعالمية، وتُعد إزالة الغابات في هذه المنطقة محركًا إقليميًا وعالميًا لتغير المناخ، بسبب أعداد الغابات الكبيرة التي أُزيلت بالإضافة لتجزئة الموائل التي حدثت في هذه المنطقة.
أنشأت البرازيل شبكة واسعة من المناطق المحمية التي تغطي أكثر من مليوني كيلومترًا مربعًا (25% من أراضي البرازيل المحلية)، وتنقسم بالتساوي تقريبًا بين المناطق الطبيعية المحمية أو وحدات الحفاظ وأراضي السكان الأصليين. ما تزال حماية البيئة مصدر قلق على الرغم من اتخاذ هذه التدابير، إذ تتعامل القبائل الأصلية بالإضافة للناشطين البيئيين البرازيليين مع مربي الماشية وقاطعي الأخشاب غير القانونيين والمنقبين عن الذهب والنفط وتجار المخدرات الذين يواصلون إزالة الغابات بشكل غير قانوني.

## إزالة الغابات
دُمر أكثر من خُمس غابات الأمازون المطيرة في البرازيل تمامًا، وأصبح أكثر من 70 نوعًا من الثدييات معرضًا للانقراض. يأتي خطر الانقراض من عدة مصادر، بما في ذلك إزالة الغابات والصيد غير القانوني. يُعد الانقراض الإشكالية الأكبر في الغابة الأطلسية، إذ  أُزيل ما يقارب 93 % منها. يوجد 171 من أصل 202 نوعًا من أنواع الحيوانات المهددة بالانقراض في البرازيل في الغابات الأطلسية.
تتعرض غابات الأمازون المطيرة لتهديد مباشر بسبب إزالة الغابات القائمة منذ سبعينيات القرن العشرين، وذلك بسبب التوسع الاقتصادي والديمغرافي السريع. يدمر قطع الأشجار القانوني وغير القانوني الواسع الغابات بحجم بلد صغير سنويًا، ويدمر معها سلسلة متنوعة من الأنواع من خلال تدمير موائلها وتجزئتها. أُزيل منذ عام 1970 أكثر من 600000 كيلومترًا مربعًا (230,000 ميلًا مربعًا) من غابات الأمازون المطيرة عن طريق قطع الأشجار.

### تربية الماشية
أدى تخفيض قيمة الريال البرازيلي مقابل الدولار منذ منتصف ستينيات وحتى سبعينيات القرن العشرين، إلى مضاعفة سعر لحوم البقر المُباعة بالريال، وهو ما أعطى مربي الماشية حافزًا مربحًا لزيادة حجم مزارع الماشية التي يمتلكونها. خُطط خلال نفس الفترة الزمنية لتوسيع البنية التحتية لتسهيل تحقيق تجارة أكبر في منطقة الأمازون، تجلى ذلك في بناء الطريق السريع عبر الأمازون البالغ طوله 2000 ميلًا (3200 كيلومترًا)، والذي ربط الأمازون بالكامل بشكل فعال وخلق فرصًا ضخمة لتربية الماشية في أجزاء من غابات لم تُمس مُسبقًا. أعطى الاستخدام الواسع النطاق للإيثانول -الغاز الأرخص- مربي الماشية كل حافز اقتصادي لجني الأرباح إلى أقصى حد بغض النظر عن التداعيات البيئية. كافح قطاع تربية الماشية في البداية لتلبية الطلب المحلي ولكن سرعان ما أصبح اعتماده على الصادرات. وفقًا لمركز البحوث الحرجية الدولية (سيفور)، «ارتفعت النسبة المئوية لواردات اللحوم المصنعة من أوروبا والتي جاءت من البرازيل بين عامي 1990 و 2001  من 40 وحتى 74 %» وبحلول عام 2003 « وصل نمو إنتاج قطاع الماشية البرازيلية ولأول مرة على الإطلاق إلى 80 % في منطقة الأمازون، مُعتمدًا بشكل كبير على الصادرات ».

### إنتاج فول الصويا
تُعد البرازيل ثاني أكبر منتج لفول الصويا بعد الولايات المتحدة. يتطلب إنتاج فول الصويا مساحة وافرة، بشكل مشابه لتربية الماشية، بل ويحصل إنتاجه على دعم حكومي كبير، بسبب ربحيته وأهميته بمثابة صادرات. يُعتبر تجريف الأراضي بهدف زراعتها بالمحاصيل أو الحقول «استخدامًا فعالًا» لها مثلما جاء في دستور البرازيل، وقد أدى هذا الأمر إلى إجراء توسعات ضخمة للبنية التحتية تهدف إلى توفير وصول أكبر إلى الأراضي غير المستخدمة. بُني طريقين سريعين في محاولة لتلبية الطلب المتزايد على تربية المواشي وإنتاج فول الصويا والأخشاب: رودوفيا بيليم برازيليا (1958) و كويابا - بورتو فيلهو (1968). كانت هذه الطرق السريعة الفيدرالية الوحيدة في منطقة الأمازون القانونية التي عُبدت وكانت سالكة على مدار العام قبل أواخر تسعينيات القرن العشرين، بل وساهمت بشكل كبير في ارتفاع معدلات إزالة الغابات.
ارتفع إنتاج فول الصويا البرازيلي بشكل كبير مع زيادة دعم البنية التحتية والحوافز الاقتصادية. يساهم تجريف الأراضي من أجل زيادة الزراعة الآلية على نطاق أوسع في إزالة الغابات، وذلك بسبب تغير غرض استخدام الأراضي. يمكن للزراعة الآلية أن تغير المناخ المحلي بشكل كبير وتؤثر على قدرة الغابات المطيرة على امتصاص انبعاثات الكربون، إذ كانت الأرض في السابق إما غير مستخدمة أو غير مأهولة وتعمل بمثابة ممتص لغاز CO2.

### الأخشاب
يعتمد كل من تربية الماشية وإنتاج فول الصويا على أرض مُجرفة وواسعة للعمل بكفاءة. أُزيلت أجزاء كبيرة من غابات الأمازون المطيرة لتوفير هذه القطاعات، وتُعد الأخشاب الزائدة الناتجة عن القطع مربحة للغاية. إن إزالة مساحات شاسعة من الأشجار من هذه المنطقة تؤثر سلبًا على البيئة بطرق مهمة، وخاصةً قتل الأشجار وليس حصادها بالضرورة. أُبلغ مثلًا عن 27 شجرة قُتلت أو تضررت بشدة مقابل كل شجرة قُطعت بالقرب من باراغوميناس في بارا. لا تستطيع غابات الأمازون المطيرة امتصاص الكثير من انبعاثات الكربون وتسريع عملية الاحترار العالمي إلى حد كبير مع احتوائها على عدد أقل من الأشجار.
أعلن الرئيس البرازيلي لويز إيناسيو لولا دا سيلفا في المؤتمر الدولي المتعلق بالوقود الحيوي والذي عُقد عام 2007 في بروكسل، أن معدل إزالة الغابات في البرازيل قد تباطأ بشكل كبير بسبب كفاءة إنتاج الوقود وتخصيص أكثر من 20 مليون هكتارًا من الغابات. أنشأت البرازيل منذ عام 2004 أكثر من 200 ألف كيلومترًا مربعًا من المنتزهات والمحميات الطبيعية والغابات الوطنية في غابات الأمازون المطيرة. ستعمل هذه المناطق المحمية، إذا نُفذت بالكامل، على منع نقل ما يقدر بنحو مليار طنًا من انبعاثات الكربون إلى الغلاف الجوي التي قد تنتج عن إزالة الغابات بحلول عام 2015.

### الصيد غير المشروع
يُعد تهريب الحياة البرية وفقًا لتقرير صدر عام 2001 عن الشبكة الوطنية لمكافحة الاتجار بالحيوانات البرية، ثالث أكثر الأنشطة غير المشروعة والربحية في البرازيل، بعد تجارة الأسلحة وتهريب المخدرات. يعتقد أعضاء هذه الشبكة أن الصيادون يأخذون من البرية كل عام ما يقدر بـ 38 مليون طائرًا وزاحفًا وحيوانات أخرى. يدعي التقرير نفسه أن الشرطة تعترض فقط 0.5 % من الحيوانات البرية المهربة، وأنه من السهل للغاية تهريب الحيوانات بنجاح في جميع أنحاء البرازيل.

### الأنواع المهددة بالانقراض
تهدد بعض الأنواع المجتاحة الحياة البرية المحلية. يوجد هناك أكثر من 300 نوعًا مُجتاحًا مُسجلًا في البرازيل. ويقدر أن الأنواع المجتاحة كلفت البرازيل نحو 49 مليار دولارًا. يُعد الخنزير البري الذي يدمر المحاصيل والنباتات الطبيعية أكثر الأنواع تهديدًا، ويمكن أن ينقل الأمراض إلى الحيوانات المحلية، بل وتضر الأعشاب والقواقع الأفريقية بالموائل الطبيعية أيضًا. وضع المعهد البرازيلي للبيئة والموارد الطبيعية المتجددة (إيباما) قيودًا على الأنواع التي يمكن إدخالها إلى البلاد.